# Les Bien-aimés
Les Bien-aimés es un drama romántico de 2011 escrita y dirigida por Christophe Honoré y protagonizada por Chiara Mastroianni, Catherine Deneuve, Ludivine Sagnier, Louis Garrel, Miloš Forman, Paul Schneider y Michel Delpech. La historia se centra en la época que va desde la década de los 60 hasta los 2000 en París, Reims, Montreal, Praga y Londres.

## Argumento
En la década los 60, Madeleine cambia París por Praga para reunirse con su nuevo marido, Jaromil, pero la revolución del 68 les vuelve a separar. Ya en los 90, la hija de Madeleine, Véra se enamora en Londres de un músico, Henderson, que no corresponde a sus sentimientos.
- Chiara Mastroianni como Véra
- Catherine Deneuve como Madeleine
- Ludivine Sagnier como Madeleine
- Louis Garrel como Clément
- Miloš Forman como Jaromil
- Paul Schneider como Henderson
- Michel Delpech como François Gouriot
- Rasha Bukvic como Jaromil
- Pavel Liška como Karel

## Acogida
Peter Bradshaw del diario The Guardian le dio 3 estrellas sobre 5 diciendoː "La película es más liviana, encantadora y persuasiva en los años 60. A medida que se acerca al presente, algo inevitablemente absurdo lo pesa, aunque Honoré lo lleva con cierto toque." Sheri Linden de Los Angeles Times escribióː "En los papeles protagonistas, la madre y la hija de la vida real Catherine Deneuve y Chiara Mastroianni aportan una chispa a la dinámica en pantalla, y sus actuaciones convincentes anclan la expansión novelística de la historia, especialmente cuando falla o pierde el foco" y añadió "las líneas de la historia son delgadas, pero la melancolía que Honoré y su elenco aprovechan es vibrante, particularmente en la representación de Deneuve de una mujer que ha abrazado la audacia romántica y se puede observar a su yo más joven sin arrepentirse." Alison Willmore de The A.V. Club dio a la película un notable y la definió en estos términos "simplona, desordenada pero en última instancia encantadora". Luis Martínez del El Mundo comentó que "uno de los directores más cargantes del planeta receta una de las más engoladas de sus ya engoladas películas. Eterna y soporifera. Menos más que Catherine Deneuve y Chiara Mastroiani existen y el señor director ha tenido el acierto de incluirlas en el reparto."